# Пустоварівська сільська рада
| Пустоварівська сільська рада — колишній орган місцевого самоврядування у Сквирському районі Київської області з адміністративним центром у с. Пустоварівка. Сільській раді підпорядковані населені пункти: - с. Пустоварівка |

## Склад ради
Рада складається з 16 депутатів та голови.

### Керівний склад ради
| ПІБ                         | Основні відомості                                                                  | Дата обрання | Дата звільнення |
| --------------------------- | ---------------------------------------------------------------------------------- | ------------ | --------------- |
| Мількевич Сергій Леонідович | Сільський голова, 1961 року народження, освіта, член Соціалістичної партії України | 26.03.2006   | 31.10.2010      |
| Мількевич Сергій Леонідович | Сільський голова, 1961 року народження, освіта вища, член Партії регіонів          | 31.10.2010   |                 |

Примітка: таблиця складена за даними джерела